# Abbacchiatura
Nell'agricoltura, la abbacchiatura (o bacchiatura) è un metodo di raccolta di frutti diversi, in genere di alberi, come noci, olive, castagne, consistente nel battere con lunghe pertiche i rami per farne cadere a terra il prodotto ormai maturo.

## Tecnica metodica
È pratica da lungo tempo considerata come sconsigliabile , anche se veloce e comoda, per le lesioni che arreca agli alberi e le possibili conseguenti malattie parassitarie.
Un'altra tecnica più moderna e meno lesiva consiste nell'utilizzare degli abbacchiatori (o bacchiatori): attrezzi elettrici o pneumatici (ad aria compressa generata tramite motocompressori) con aste allungabili che provocano la caduta dei frutti sulle reti tramite la  vibrazione veloce (oltre 1000 battiti minuto) di pettini contrapposti.